# أوستندام

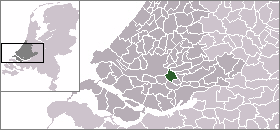
الموقع في بلدية ريدركيرك

أوستندام هي قرية بهولندا. تقع في بلدية ريدركيرك، بمقاطعة جنوب هولندا.